# Kyaningasee
Der Kyaningasee (Swahili Ziwa Kyaninga, englisch Lake Kyaninga) ist ein Kratersee in Uganda.

## Geographie
Der Kyaningasee ist einer der Fort-Portal-Krater, einer Gruppe von Kraterseen im Distrikt Kabarole in der Western Region nördlich von Fort Portal. Einige Kilometer südöstlich befindet sich der  Kibale-Nationalpark. Der See liegt auf einer Höhe von etwa 1538 Meter und ist mit einer Tiefe von mindestens 220 Meter der tiefste Maarsee im Westen Ugandas. Die maximale Tiefe erreicht der See an seinem nördlichen Ende, wohingegen die Südhälfte mit einer maximalen Tiefe von 58 Meter deutlich flacher ausfällt. Die Wasserfläche des Kyaningasees beträgt 24 Hektar mit einer in Nord-Süd-Richtung etwas langgestreckten Form. Der umgebende Kraterrand erhebt sich bis zu 77 Meter über die Wasserfläche. Der Kyaningasee ist meromiktisch, d. h. ohne vertikale Wasserzirkulation über die gesamte Tiefe – im konkreten Fall ab unterhalb von 100 Metern Tiefe. In den darüber liegenden Wasserschichten findet eine Zirkulation statt: In 8 bis 12 Metern Tiefe einmal täglich abfallend zu einmal jährlich in 39 bis 47 Metern Tiefe und darunter lediglich einmal in mehreren Jahren bis Jahrzehnten. Das Wasser ist klar.
Das Klima am Kyaningasee ist durch die äquatornahe Lage tropisch-warm, jedoch durch die Höhenlage abgekühlt. Die monatlichen Maximaltemperaturen liegen zwischen 24,5 und 26,8 °C, während die nachts erreichten Minimaltemperaturen zwischen 11,7 und 13,7 °C liegen. Das Jahr weist bedingt durch die Innertropische Konvergenzzone zwei Regenzeiten auf, die von März bis Mai und Ende August bis November andauern, sowie zwei Trockenzeiten in den restlichen Monaten. Der jährliche Gesamtniederschlag in der Region liegt bei durchschnittlich 1484 mm, gemessen anhand der Jahre 1903 bis 1980 im nahegelegenen Fort Portal.

## Flora und Fauna
Der Kyaningasee ist nährstoffarm (oligotroph). Im Pelagial dominieren Cyanobakterien und Chlorophyta. Kieselalgen machen nur einen geringen Teil der Biomasse aus und bestehen hauptsächlich aus Arten der Gattung Nitzschia. Insgesamt finden sich etwa 150 Arten. Zooplankton und Fische finden sich vor allem in drei bis acht Metern Tiefe.
Durch die geringe Wasserzirkulation in den tieferen Schichten kommt etwa alle fünf Jahre sauerstoffarmes (anoxisches) Wasser in die höheren Schichten, das zu einem Massensterben der Fischfauna führt. Dabei kann im See eine Art Blase beobachtet werden, die vermutlich angesammeltes Kohlenstoffdioxid und Methan enthält. Ein solches Massensterben trat beispielsweise 2006 auf. Die Gase sind auch für am Ufer lebende Tiere gefährlich. So wurden beispielsweise tote Vögel, Otter und Pythons gefunden.

## Tourismus und Infrastruktur

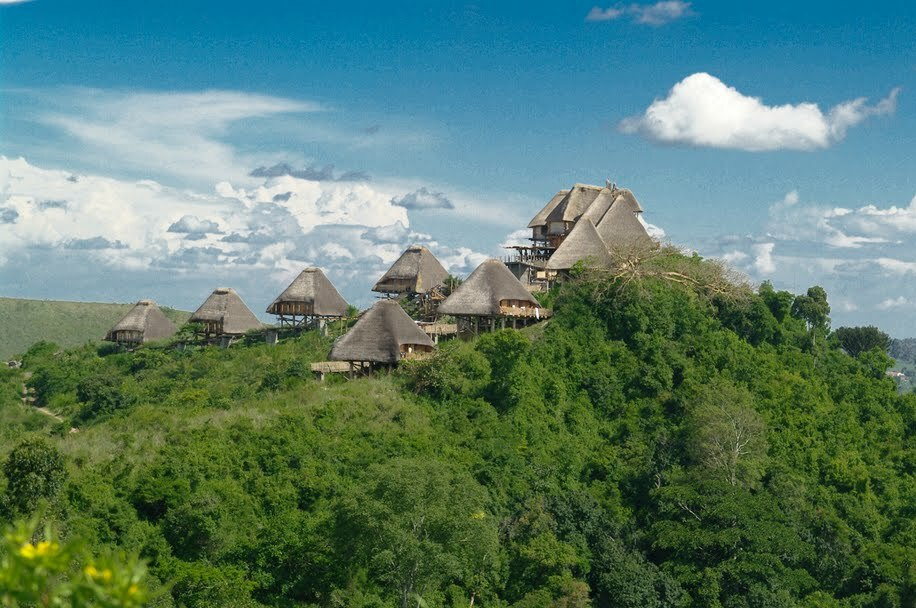
Kyaninga Lodge

Um den See führt ein Wanderweg. Auf der Ostseite liegt die Kyaninga Lodge, die von ihrem erhöhten Standort eine Aussicht gen Westen auf den See und das Ruwenzori-Gebirge bietet. Zudem befindet sich dort die 2010 gegründete Einrichtung der Kyaninga Forest Foundation. Diese pflanzte seitdem im Kyaninga-Wald über 40.000 einheimische Bäume, um die lokale Biodiversität zu fördern.